# Willard Ikola
Willard Ikola (né le 28 juillet 1932 à Eveleth et mort le 20 janvier 2025) est un joueur américain de hockey sur glace. Lors des Jeux olympiques d'hiver de 1956, il remporte la médaille d'argent.

## Palmarès
- Médaille d'argent aux Jeux olympiques de Cortina d'Ampezzo en 1956